# Huangtukuang
Huangtukuang är en ort i Kina. Den ligger i provinsen Hunan, i den södra delen av landet, omkring 290 kilometer sydväst om provinshuvudstaden Changsha. Antalet invånare är 1 990.
Runt Huangtukuang är det ganska tätbefolkat, med 120 invånare per kvadratkilometer. Huangtukuang är det största samhället i trakten. I omgivningarna runt Huangtukuang växer i huvudsak blandskog.
Genomsnittlig årsnederbörd är 1 741 millimeter. Den regnigaste månaden är maj, med i genomsnitt 246 mm nederbörd, och den torraste är december, med 65 mm nederbörd.